# بروم (كيبك)
بروم (بالإنجليزية: Brome, Quebec)‏ هي بلدية محلية في كيبيك تقع في كندا في Brome-Missisquoi Regional County Municipality. يقدر عدد سكانها بـ 271 نسمة ومساحتها 11.50 كم2 .